# Pallacanestro agli Island Games 2009 - Torneo femminile
La pallacanestro fu uno dei 14 sport organizzati agli Island Games 2009.
La competizione ha visto la vittoria di Minorca, affermatasi per la seconda volta in questa competizione.

## Svolgimento

### Girone Unico
| Team         | Pts. | V - P | Pf - Ps   |
| ------------ | ---- | ----- | --------- |
| Minorca      | 8    | 4 - 0 | 369 - 129 |
| Guernsey     | 6    | 3 - 1 | 291 - 173 |
| Gibilterra   | 4    | 2 - 2 | 304 - 179 |
| Isola di Man | 2    | 1 - 3 | 118 - 341 |
| Isole Åland  | 0    | 0 - 4 | 105 - 365 |

| Isole Åland 28 giugno 2009 | Minorca | 111 – 19 | Isola di Man |  |

| Isole Åland 28 giugno 2009 | Guernsey | 72 – 50 | Gibilterra |  |

| Isole Åland 29 giugno 2009 | Isola di Man | 51 – 48 | Isole Åland |  |

| Isole Åland 29 giugno 2009 | Guernsey | 51 – 73 | Minorca |  |

| Isole Åland 30 giugno 2009 | Isola di Man | 23 – 89 | Guernsey |  |

| Isole Åland 30 giugno 2009 | Gibilterra | 114 – 18 | Isole Åland |  |

| Isole Åland 1 luglio 2009 | Gibilterra | 93 – 25 | Isola di Man |  |

| Isole Åland 1 luglio 2009 | Isole Åland | 12 – 121 | Minorca |  |

| Isole Åland 2 luglio 2009 | Isole Åland | 27 – 79 | Guernsey |  |

| Isole Åland 2 luglio 2009 | Minorca | 64 – 47 | Gibilterra |  |

### Semifinali
| Isole Åland 3 luglio 2009 | Minorca | 71 – 20 | Isola di Man |  |

| Isole Åland 3 luglio 2009 | Guernsey | 67 – 64 | Gibilterra |  |

### Finali
3º-4º posto
| Isole Åland 4 luglio 2009 | Gibilterra | 100 – 26 | Isola di Man |  |

1º-2º posto
| Isole Åland 4 luglio 2009 | Minorca | 66 – 39 | Guernsey |  |

## Classifica
| Oro     | Minorca      |
| Argento | Guernsey     |
| Bronzo  | Gibilterra   |
| 4.      | Isola di Man |
| 5.      | Isole Åland  |

## Fonti
- IslandGames.net: 2009 basketball results (PDF) [collegamento interrotto], su islandgames.net.